# Urzelina
Urzelina is een plaats (freguesia) in de Portugese gemeente Velas en telt 866 inwoners (2001). De plaats ligt op het eiland São Jorge, onderdeel van de Azoren.